# Pommac

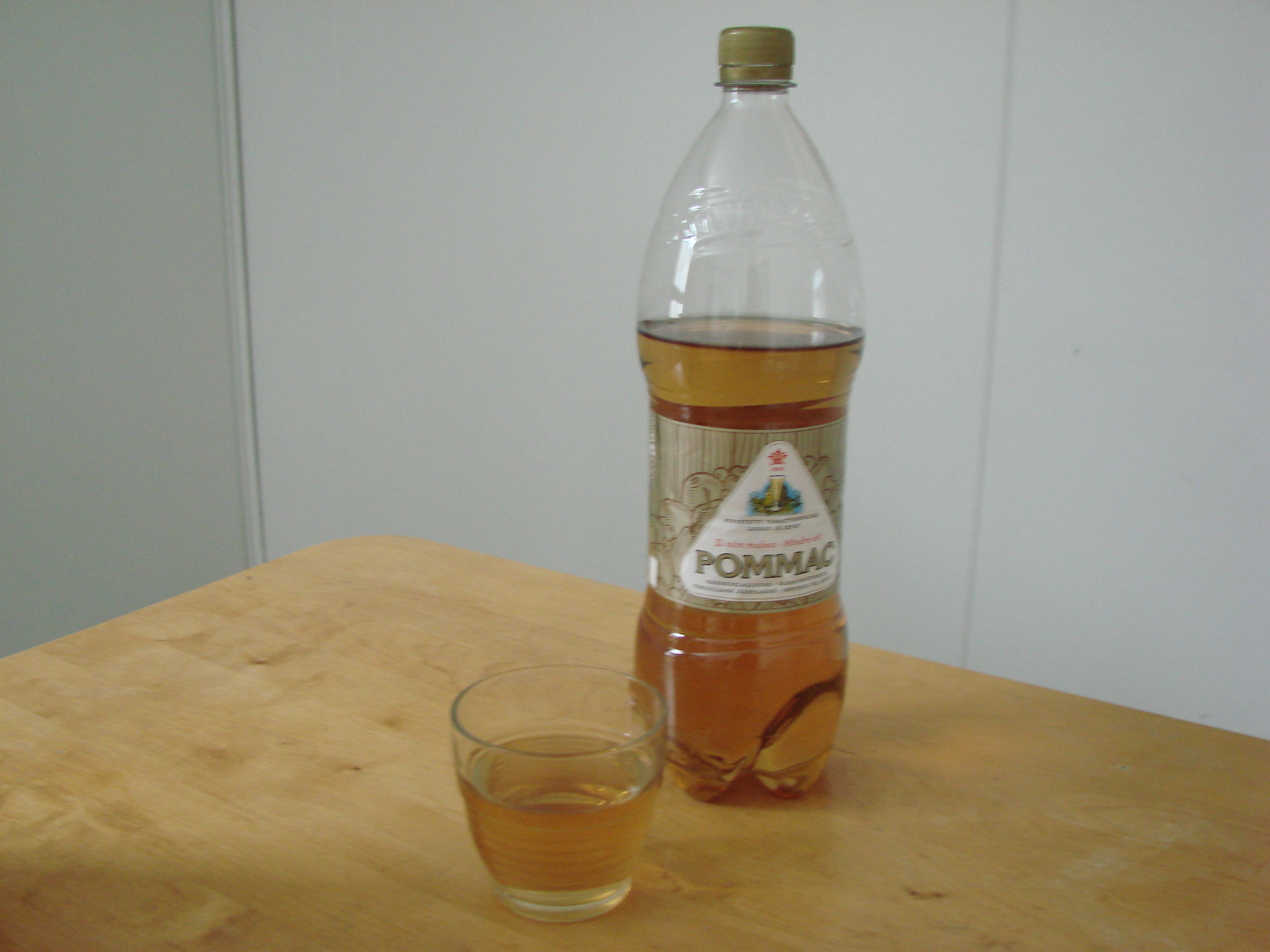
Una botella de Pommac.

El Pommac es una gaseosa hecha de frutas y bayas que se envejece 3 meses en barricas de roble. El nombre procede de pommery, en alusión al champán y el coñac, ya que envejece en barrica como el vino. La receta se mantiene en secreto.
En 1919, tras esforzarse por mantener su fábrica de cerveza funcionando, Anders Lindahl se trasladó a Estocolmo (Suecia) como hombre de negocios fracasado y fundó Fructus Fabriker, empezando a fabricar Pommac, una bebida destinada a las clases altas como sustituto sin alcohol del vino. La receta fue desarrollada por un inventor sueco-finés. El Pommac se sirve también como alternativa no alcohólica del champán para conductores y otros abstemios en ocasiones festivas.
Dr Pepper distribuyó una variante en los Estados Unidos como bebida diet entre 1963 y 1969, cuando su edulcorante, el ciclamato sódico fue prohibido, cesando su venta.
A finales de 2004, Carlsberg anunció que iba de dejar de fabricar Pommac por razones financieras, pero tras la respuesta del público decidió mantenerla en el mercado.